# 空間情報コンサルタント
空間情報コンサルタント（くうかんじょうほうコンサルタント）とは、計測技術を用いた地理空間情報の取得、計測、計測データの解析・処理・加工とその利活用、問題解決などの技術サービスを提供する技術コンサルタントの呼称。通常は建設コンサルタントの体制をとっている。このため、従来の建設コンサルタントが備える技術分野の専門部署も常備し、国や自治体等の建設コンサルタント登録も行い、公共からの通常の建設コンサルタント業務も受注し業務を遂行している。IT産業の発展に伴い、従来の大規模開発に伴う精緻な地図作成を主とした航測業から発展し発祥、現在では計測し取得したデータに付加価値をつけたコンサルティング業務を展開している。
通常の建設コンサルタントと相違しているのは、自社で航空機を保有している場合が多い点である。
職能や職域を指しているので、特定の資格はないが、技術関連のコンサルタントでは技術士、情報処理関連の資格など、建設関連のコンサルタントではさらに、測量士、建築士、不動産鑑定士、会計関係等の国家資格、ほか民間資格であるRCCMや再開発プランナー等を有する場合が多いが、空間情報総括監理技術者などを有する場合も多い。
多種多様な位置情報の蓄積し、位置情報を利用した国土保全、防災、災害復興、各種の行政業務、社会福祉活動、マーケティング活動へのデータ提供サービス・エリアマーケティングへの活用、物流分野のエコドライブルート探索、施設の立地設定、資源や遺跡発掘に伴う調査解析など、その業務は多岐に渡る。
おもな企業に国際航業、アジア航測株式会社、大成ジオテック、株式会社五星、測量技術センター空間情報技術部、株式会社四航コンサルタント、パスコ (航空測量)、朝日航洋、超次元空間情報技術株式会社、株式会社八州などがある。